# Lagedi
Lagedi (tyska: Laakt) är en småköping (estniska: alevik) i nordvästra Estland. Den ligger i Rae kommun och i landskapet Harjumaa. Antalet invånare var 953 år 2011.
Lagedi ligger 38 meter över havet och terrängen runt orten är mycket platt. Runt Lagedi är det ganska glesbefolkat, med 38 invånare per kvadratkilometer. Närmaste större samhälle är Tallinn, 11 km väster om Lagedi. Omgivningarna runt Lagedi är en mosaik av jordbruksmark och naturlig växtlighet.
Lagedi är ett stationssamhälle där tågen som trafikerar linjen Tallinn-Tartu stannar. Vattendraget Pirita jõgi rinner genom orten och riksväg 11 passerar strax väster om Lagedi.   
Inlandsklimat råder i trakten. Årsmedeltemperaturen i trakten är 2 °C. Den varmaste månaden är juli, då medeltemperaturen är 16 °C, och den kallaste är januari, med −13 °C.